# 류블랴나역

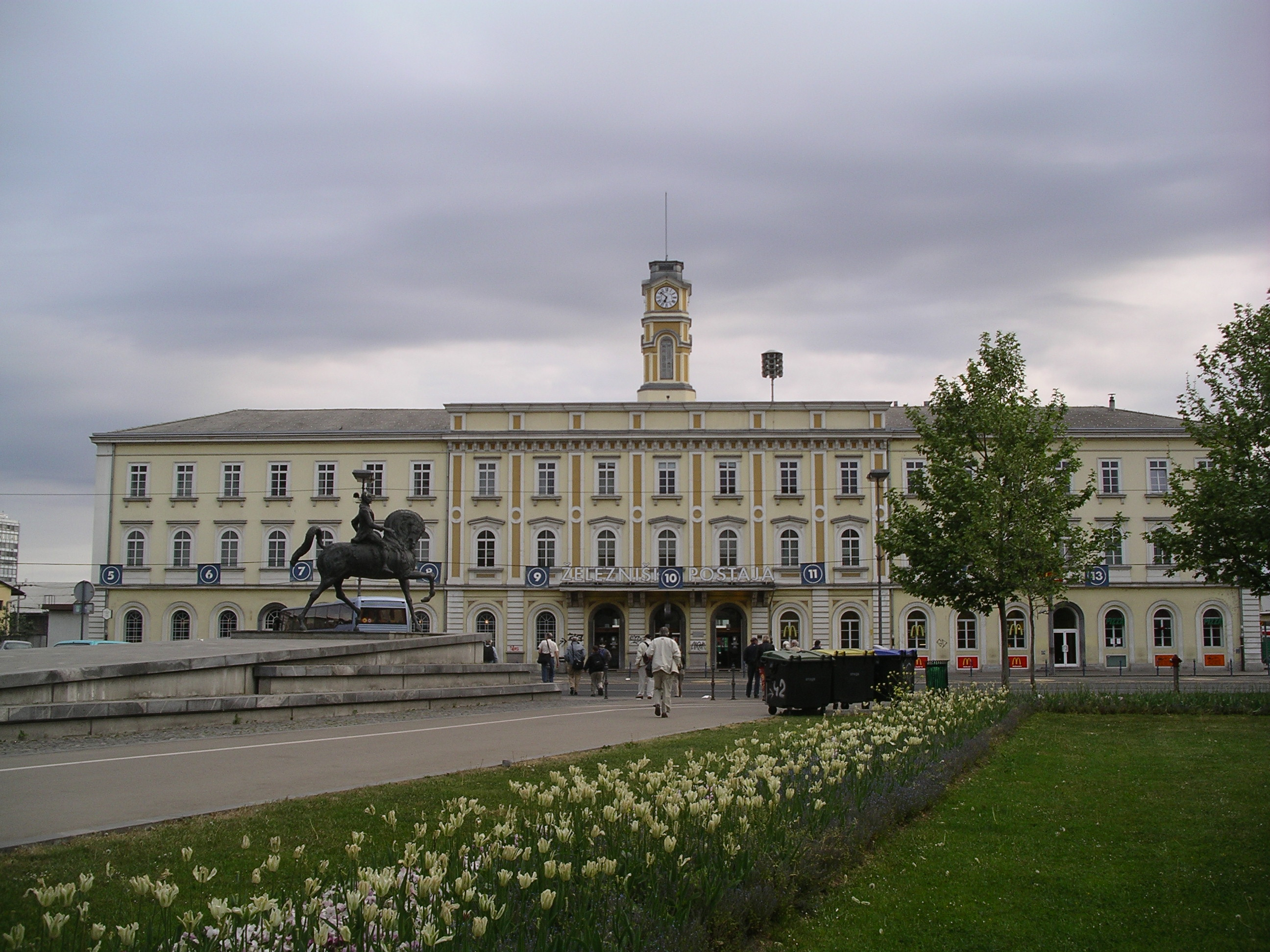
류블랴나역

류블랴나역(슬로베니아어: Železniška postaja Ljubljana)은 슬로베니아의 수도인 류블랴나의 주요 철도역이다. 빈과 트리에스테를 연결하는 오스트리아 남부 철도가 류블랴나에 도달하기 1년 전인 1848년 4월 18일에 완공되었다. 이 역은 슬로베니아의 주요 기차역이며 국내선과 국제선 열차의 허브 역할을 한다. 도심에 위치하여 도보, 차량, 대중교통으로 쉽게 접근할 수 있다. 또한 류블랴나성, 삼중교와 같은 많은 인기 있는 관광지와 가깝다.